# کارلا بلی
کارلا بلِی (انگلیسی: Carla Bley؛ زادهٔ ۱۱ مهٔ ۱۹۳۶ – درگذشتهٔ ۱۷ اکتبر ۲۰۲۳) آهنگساز، پیانیست، ارگ‌نواز و رهبر گروه اهل ایالات متحده آمریکا بود که از سال ۱۹۶۰ میلادی تا سال ۲۰۲۳ مشغول فعالیت بوده‌است.
 او از چهره‌های برجستهٔ جاز آزاد دههٔ ۱۹۶۰ بود و بیشتر به خاطر اپرای جاز پله‌برقی بر فراز تپه (Escalator over the Hill) و نیز کتاب قطعاتش مشهور است که بزرگانی همچون گری برتون، جیمی جوفره، جرج راسل، آرت فارمر، جان اسکافیلد و همسر سابقش پل بلی آنها را نواخته‌اند.
بلی برندهٔ جوایزی همچون کمک‌هزینه گوگنهایم شده‌است.